# Best of Helene Fischer
Best of Helene Fischer ist das erste Best-of-Album der deutschen Schlager-Sängerin Helene Fischer. Es erschien am 4. Juni 2010 über die Labels Electrola und EMI. Mit mehr als zwei Millionen verkauften Exemplaren zählt es zu den meistverkauften Musikalben in Deutschland. Das Album wurde später mehrfach mit unterschiedlichen Bonustiteln wiederveröffentlicht.

## Inhalt
Die auf dem Album enthaltenen Lieder sind größtenteils Singles, die aus den vier zuvor veröffentlichten Studioalben der Sängerin ausgekoppelt wurden. So stammen Von hier bis unendlich, Feuer am Horizont, Im Reigen der Gefühle sowie Und morgen früh küss ich dich wach aus dem Debütalbum Von hier bis unendlich (2006). Die Stücke Du fängst mich auf und lässt mich fliegen, Ich glaub’ dir hundert Lügen, Und ich vermiss’ dich auch, Mitten im Paradies und Du hast mein Herz berührt wurden dem Album So nah wie du (2007) entnommen, während Ich geb’ nie auf (Am Anfang war das Feuer), Vergeben, vergessen und wieder vertrau’n, Mal ganz ehrlich und Lass mich in dein Leben von Zaubermond (2008) stammen. Die Lieder Ich will immer wieder … dieses Fieber spür’n, Hundert Prozent und Du lässt mich sein, so wie ich bin erschienen zuvor auf dem Album So wie ich bin (2009), wogegen Verlieb’ dich nie nach Mitternacht als B-Seite auf der Single Ich will immer wieder … dieses Fieber spür’n (2009) enthalten war. Zudem finden sich die vier zuvor unveröffentlichten Titel Manchmal kommt die Liebe einfach so, Von null auf Sehnsucht, Frag’ nicht – Ich mag dich und Nicht von dieser Welt auf der CD. Als einzige Single des Albums erschien am 4. Februar 2011 der Song Manchmal kommt die Liebe einfach so.

## Produktion
Das Album wurde komplett von dem deutschen Musikproduzenten Jean Frankfurter produziert. Er fungierte zusammen mit den Songschreibern Kristina Bach, Irma Holder, Tobias Reitz, Frank Ramond und Andreas Bärtels auch als Autor der Lieder.

## Covergestaltung
Das Albumcover zeigt Helene Fischer, die den Betrachter lächelnd ansieht. Sie ist in Weiß gekleidet und trägt goldene Ohrringe. Im unteren Teil des Bildes befindet sich der Schriftzug Best of Helene Fischer. Der Hintergrund ist weiß gehalten.

## Titelliste
| #  | Titel                                        | Länge | Album (Jahr)                                                |
| -- | -------------------------------------------- | ----- | ----------------------------------------------------------- |
| 1  | Von hier bis unendlich                       | 3:44  | Von hier bis unendlich (2006)                               |
| 2  | Du fängst mich auf und lässt mich fliegen    | 4:00  | So nah wie du (2007)                                        |
| 3  | Feuer am Horizont                            | 3:52  | Von hier bis unendlich (2006)                               |
| 4  | Ich glaub’ dir hundert Lügen                 | 3:21  | So nah wie du (2007)                                        |
| 5  | Ich will immer wieder … dieses Fieber spür’n | 3:29  | So wie ich bin (2009)                                       |
| 6  | Ich geb’ nie auf (Am Anfang war das Feuer)   | 4:04  | Zaubermond (2008)                                           |
| 7  | Und ich vermiss’ dich auch                   | 3:19  | So nah wie du (2007)                                        |
| 8  | Mitten im Paradies                           | 3:26  | So nah wie du (2007)                                        |
| 9  | Im Reigen der Gefühle                        | 3:17  | Von hier bis unendlich (2006)                               |
| 10 | Vergeben, vergessen und wieder vertrau’n     | 4:01  | Zaubermond (2008)                                           |
| 11 | Mal ganz ehrlich                             | 3:32  | Zaubermond (2008)                                           |
| 12 | Du hast mein Herz berührt                    | 3:28  | So nah wie du (2007)                                        |
| 13 | Verlieb’ dich nie nach Mitternacht           | 3:33  | Ich will immer wieder … dieses Fieber spür’n (Single, 2009) |
| 14 | Lass mich in dein Leben                      | 3:41  | Zaubermond (2008)                                           |
| 15 | Manchmal kommt die Liebe einfach so          | 3:14  | zuvor unveröffentlicht                                      |
| 16 | Und morgen früh küss ich dich wach           | 3:44  | Von hier bis unendlich (2006)                               |
| 17 | Hundert Prozent                              | 3:59  | So wie ich bin (2009)                                       |
| 18 | Du lässt mich sein, so wie ich bin           | 4:11  | So wie ich bin (2009)                                       |
| 19 | Von null auf Sehnsucht                       | 4:14  | zuvor unveröffentlicht                                      |
| 20 | Frag’ nicht – Ich mag dich                   | 4:02  | zuvor unveröffentlicht                                      |
| 21 | Nicht von dieser Welt                        | 3:29  | zuvor unveröffentlicht                                      |

## Kommerzieller Erfolg

### Chartplatzierungen
Best of Helene Fischer stieg am 18. Juni 2010 auf Platz zwei in die deutschen Albumcharts ein, was gleichzeitig die beste Platzierung darstellt. Das Album konnte sich drei Wochen auf dem zweiten Rang platzieren und musste sich dabei My Cassette Player von Lena Meyer-Landrut (eine Woche) und Große Freiheit von Unheilig (zwei Wochen) geschlagen geben. Insgesamt konnte sich das Album, auch aufgrund verschiedener Wiederveröffentlichungen, mit Unterbrechungen 374 Wochen lang in den Top 100 halten, davon 40 Wochen in den Top 10, womit es zu den erfolgreichsten Dauerbrennern zählt. Am 13. Dezember 2020 löste Best of Helene Fischer Andrea Bergs Best-of-Album als erfolgreichsten Dauerbrenner ab. Nach etwa drei Monaten, dem 19. März 2021, verlor das Album den Rekord wieder an Die 30 besten Spiel- und Bewegungslieder von Simone Sommerland, Karsten Glück und die Kita-Frösche. Obwohl es Best of Helene Fischer nicht an die Chartspitze schaffte, war es in der Chartwoche vom 18. Juni 2010 das erfolgreichste deutschsprachige Album in den Charts. In Österreich erreichte das Album die Chartspitze und hielt sich mit Unterbrechungen 402 Wochen in den Charts, während es in der Schweiz Position vier belegte und sich 233 Wochen in den Charts halten konnte. Zudem erreichte es Platz fünf in Dänemark und Rang 85 in den Niederlanden. In den deutschen Jahrescharts 2010 und 2011 belegte Best of Helene Fischer jeweils Rang neun sowie 2013 Platz sechs und 2014 Position acht.
Neben den Charterfolgen in den offiziellen Albumcharts konnte sich Best of Helene Fischer auch unter anderem in den deutschen Schlagercharts platzieren. Hier belegte das Album für 15 Monate und eine Woche (≈ 66,14 Wochen) die Chartspitze. Es rangiert hinter Farbenspiel (Helene Fischer) und Best Of (Andrea Berg) auf dem dritten Rang der Alben, die am längsten an der Chartspitze verweilten. Das Album hält darüber hinaus den Rekord mit der größten Zeitspanne zwischen der ersten und letzten Nummer-eins-Platzierung (1. Juli 2010 bis 29. November 2018).
| ChartsChartplatzierungen | Höchstplatzierung | Wochen |
| ------------------------ | ----------------- | ------ |
| Deutschland (GfK)        | 2 (374 Wo.)       | 374    |
| Österreich (Ö3)          | 1 (403 Wo.)       | 403    |
| Schweiz (IFPI)           | 4 (233 Wo.)       | 233    |

| ChartsJahrescharts (2010) | Platzierung |
| ------------------------- | ----------- |
| Deutschland (GfK)         | 9           |
| Österreich (Ö3)           | 13          |
| Schweiz (IFPI)            | 42          |

| ChartsJahrescharts (2011) | Platzierung |
| ------------------------- | ----------- |
| Deutschland (GfK)         | 9           |
| Österreich (Ö3)           | 35          |
| Schweiz (IFPI)            | 73          |

| ChartsJahrescharts (2012) | Platzierung |
| ------------------------- | ----------- |
| Deutschland (GfK)         | 25          |

| ChartsJahrescharts (2013) | Platzierung |
| ------------------------- | ----------- |
| Deutschland (GfK)         | 6           |
| Österreich (Ö3)           | 8           |
| Schweiz (IFPI)            | 55          |

| ChartsJahrescharts (2014) | Platzierung |
| ------------------------- | ----------- |
| Deutschland (GfK)         | 8           |
| Österreich (Ö3)           | 2           |
| Schweiz (IFPI)            | 38          |

| ChartsJahrescharts (2015) | Platzierung |
| ------------------------- | ----------- |
| Deutschland (GfK)         | 43          |
| Österreich (Ö3)           | 14          |

| ChartsJahrescharts (2016) | Platzierung |
| ------------------------- | ----------- |
| Österreich (Ö3)           | 28          |

| ChartsJahrescharts (2017) | Platzierung |
| ------------------------- | ----------- |
| Österreich (Ö3)           | 33          |

| ChartsJahrescharts (2018) | Platzierung |
| ------------------------- | ----------- |
| Österreich (Ö3)           | 30          |

| ChartsJahrescharts (2023) | Platzierung |
| ------------------------- | ----------- |
| Deutschland (GfK)         | 74          |

### Auszeichnungen für Musikverkäufe
Best of Helene Fischer wurde im Jahr 2015 in Deutschland für mehr als zwei Millionen verkaufte Einheiten mit einer zehnfachen Platin-Schallplatte ausgezeichnet, womit es zu den meistverkauften Musikalben des Landes gehört. In Österreich erhielt es neunfach-Platin für über 180.000 Verkäufe und in der Schweiz Gold für mehr als 15.000 verkaufte Exemplare.
| Land/Region        | Auszeichnungen für Musikverkäufe (Land/Region, Auszeichnung, Verkäufe) | Verkäufe    |
| ------------------ | ---------------------------------------------------------------------- | ----------- |
| Deutschland (BVMI) | 10× Platin                                                             | 2.000.000   |
| Europa (IFPI)      | Platin                                                                 | (1.000.000) |
| Österreich (IFPI)  | 9× Platin                                                              | 180.000     |
| Schweiz (IFPI)     | Gold                                                                   | 15.000      |
| Insgesamt          | 2× Gold · 20× Platin ·                                                 | 2.195.000   |